# Blockout
Blockout — parfois appelé Block Out — est un jeu vidéo de  puzzle développé par P.Z.K. Developpement Group et édité par California Dreams en 1989. Le jeu est disponible sur borne d'arcade, Amiga, Apple IIGS, Atari ST, Commodore 64, Commodore Plus/4, DOS, Lynx et Mega Drive. Le jeu a été conçu par Alexander Ustaszewski.
Blockout reprend le concept de Tetris en y ajoutant un nouveau facteur : la 3D.

## Système de jeu

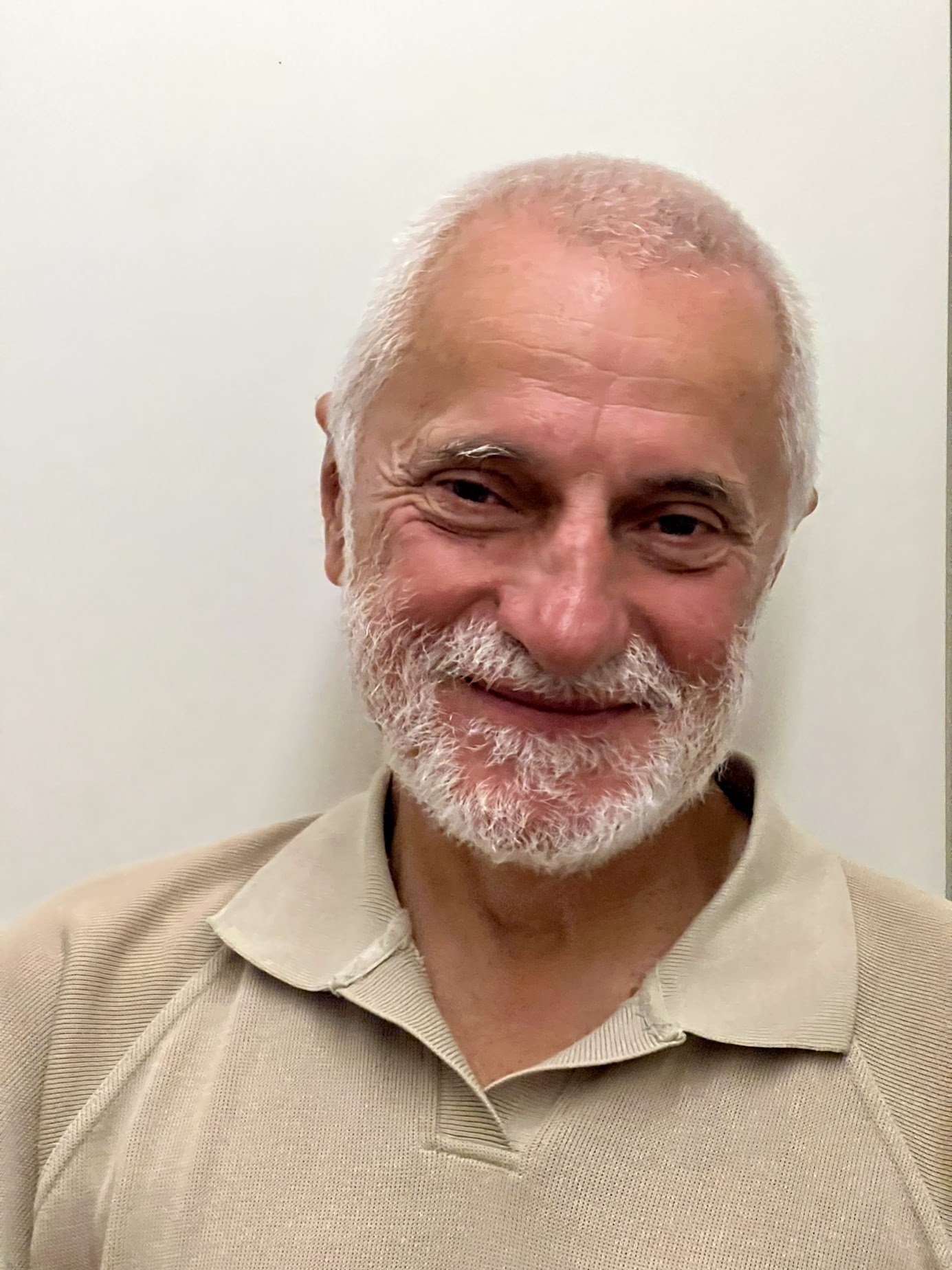
Mirosław / Mirek Zabłocki, co-autheur du jeu Blockout (photo prise en 2023).

Le joueur est face à une sorte de puits vu en plongée, dont les contours sont représentés en 3D fil de fer, et le jeu consiste à manipuler les pièces qui, inexorablement, tombent, pour compléter totalement une unité de hauteur et ainsi la faire disparaître (à la manière de Tetris).
Les pièces qui tombent sont elles aussi représentées en fil de fer, et n'apparaissent en couleur que lorsqu'elles sont placées ; la couleur que chaque bloc composant chaque pièce prend alors dépend de la hauteur à laquelle il se situe. Sur l'écran une barre rappelle quelles sont les couleurs présentes et surtout leur ordre (à quelle hauteur correspond chaque couleur par rapport aux autres).
Le jeu peut être configuré pour jouer avec des pièces composées de 1 à 7 cubes.
Il permet aussi de choisir la hauteur et la largeur du fond du puits (de 3x3 à 7x7).
Un bonus est accordé lorsque le puits est entièrement vidé.
La partie est terminée lorsqu'un bloc atteint l'extrémité haute du puits.

## Versions
Blockout a été décliné sur de nombreux supports. Les versions sur micro-ordinateurs ont été développées par les Polonais de PZK et édité par California Dreams aux États-Unis et Rainbow Arts en Europe. Technos Japan a manufacturé le jeu en salle d'arcade. Une version Lynx a été édité par Atari et une autre sur Mega Drive a été édité par Sega (Japon, 1991) et Electronic Arts (Europe, États-Unis, 1992).
- 1989 - Arcade, Amiga, Atari ST, Commodore 64, DOS
- 1990 - Lynx
- 1991 - Mega Drive

## Accueil
| Blockout        |      |       |
| Média           | Nat. | Notes |
| Dragon Magazine | US   | 5/5   |